# Pseudocoremia ochrea
Pseudocoremia ochrea är en fjärilsart som beskrevs av Gordon J. Howes 1911. Pseudocoremia ochrea ingår i släktet Pseudocoremia och familjen mätare. Inga underarter finns listade i Catalogue of Life.